# Max Laudadio
Max Laudadio, all'anagrafe Massimiliano Laudadio (Pistoia, 30 agosto 1971), è un conduttore televisivo, conduttore radiofonico e attore teatrale italiano, noto per l'incarico di inviato svolto per Striscia la notizia.

## Biografia
Nato in Toscana, ma di origini calabresi, è stato autore di alcuni programmi per TMC2, Disney Channel nel 1999, e ha inoltre condotto programmi su Match Music.
Dal 2001 al 2002, su Rai Radio 2, ha condotto in diretta Il Tropico del Cammello. Nel 2006 ha condotto in diretta su RTL 102.5 Chi c'è c'è, chi non c'è non parla e Tanto Domani è Domenica e dal 2007 al 2008 Il Ficcanaso.
Dal 2000 al 2003 prende parte al cast de Le iene in qualità di inviato; dal 2003 prende invece lo stesso ruolo per Striscia la notizia. Dal 2009 al 2011 conduce la versione domenicale del programma, ovvero Striscia la Domenica.
Inoltre, è anche un attore teatrale; attore protagonista de La bisbetica domata e attore in Molto rumore per nulla (1998), e nel musical Caino e Abele (1999). Firma la sua prima regia ma è anche attore protagonista nel musical Studio 54 (2005), attore protagonista della commedia La morte dei comici (2005).
Ha partecipato agli spot pubblicitari di ING Direct, Moka Jenne, Moment, Durazina, Buitoni.
Nel 2011 partecipa a Baila! in qualità di concorrente, in coppia con Marcella Bella.
Nel 2013 gli viene conferito il Premio alla voce della gente alla decima edizione del Leggio d'oro.
Nel 2014 ha iniziato a esporre le fotografie del progetto "Quattr'occhi sul mondo" : Aprile 2014 Milano art Gallery, Milano  - curata da Vittorio Sgarbi. Giugno/Luglio 2014 Palazzo Leti Sansi,  Spoleto - curata da Vittorio Sgarbi.  Aprile /Marzo 2015 Museo Fondazione Luciana Matalon , Milano - curata da Nello taietti . Marzo 2015 , Mido FieraMilano. Il Progetto continua tutt'oggi a girare l'Italia sempre con mostre personali.
Nel 2017 con il brano Liberi è tra i grandi protagonisti del programma benefico Con il cuore, nel nome di Francesco in onda su Rai 1 per la conduzione di Carlo Conti. Nello stesso anno conduce su TV2000 il programma Missione Possibile sulle attività missionarie in diverse zone disagiate del mondo.
Nell'ottobre 2024 torna in teatro a interpretare il ruolo del Genio nel musical di Aladin.